# 善那使主
善那使主（ぜんなのおみ、生没年不詳）は、飛鳥時代の医師。650年、孝徳天皇に牛乳を献じて和薬使主（やまとのくすしのおみ）の姓を賜り、その子孫は典薬寮において乳長上という職名を与えられたという。

## 人物
欽明天皇の在位中に、仏典や仏像とともに「伎楽調度一具」を献上したという呉から渡来した知聡の子。その後裔が「本方書一百三十巻、明堂図一、薬臼一及び伎楽一具」を朝廷に献上した。
『新撰姓氏録』左京諸蕃下・和薬使主条には、以下の記事がある。
善那使主が奉じて始祖とした呉人智聡は、呉国の主「照淵」の孫とあるが、「照淵」という名の指すところは不詳である。栗田寛は、日本語では「照淵」と「蕭衍」は同音であり、両方とも音読では「しょうえん」となること、また南朝梁と倭国はしばしば交通があったことなどから、「照淵」は南朝梁の皇帝「蕭衍」の誤りではないかと指摘している。ただし、実際に智聡が蕭衍の子孫であるかはまた別の問題である。何故なら、秦姓の者が秦王の子孫を、劉姓の者が漢帝の後裔を仮託する情况が出現したように、社会的地位を引き上げるために、往々にして朝鮮系が名族に世系を仮託することはよくみられる現象だからである。